# Mljet
Mljet (olaszul Meleda, magyarul: Mlyet) egy Horvátországhoz tartozó, majd' 100 km²-es, hosszúkás sziget, az Adria nyolcadik legnagyobb szigete Dalmáciában. Önálló község (járás).

## Domborzata
Mljet a dús, vad és eleven természet szigete. Itt a hegyes-dombos domborzati viszonyok között csak néhány eldugott kis falu található. A sziget északnyugati része fokozottan védett, itt található a Mljet Nemzeti Park. Ez a sziget területének csaknem egyharmadát foglalja el, a maradék kétharmad rész a turisták által szinte teljesen érintetlen maradt.

## Története
A fennmaradt legenda szerint itt, az egykori görög szigeten, Melitán szenvedett hajótörést Szent Pál apostol Rómába tartó útja során.
Az ókorban, a rómaiak idejében a sziget száműzetési hely volt.
A szigeten levő érintetlen őserdő egykor hemzsegett a kígyóktól, melynek kiirtására még a velenceiek telepítették be a kígyókat is pusztító mongúzt. Ezek az egyébként ártatlan kis állatok hamarosan véget is vetettek a kígyók uralmának.
A sziget nyugati részét elfoglaló gazdag vegetációjú természetvédelmi terület, a Mljet Nemzeti Park legfőbb vonzereje a sziget sarkában elterülő tó, melynek kicsi, festői szépségű szigetén áll a 12. századból származó Benedek-rendi kolostor. A nemzeti parkot 1960-ban alapították. A kolostort – megtartva annak román kori és gótikus részeit – mára korszerű szállodává alakították át.
A Mljeti-tavakat – melyek közül a külső nagyobb enyhén sós vizű, a belső kisebb pedig édesvizű – keskeny csatorna köti össze a tengerrel, amelyen át dagálykor sós víz ömlik a tóba, míg apálykor édes víz áramlik a tengerbe.
A Benedek-rendiek egykor a két tó közé malmot építettek, amelyet a fennmaradt hagyomány szerint az árapály okozta vízszintváltozás hajtott.
Babino Polje városától nem messze található az Odüsszeusz-barlang, melynek közvetlen közelében rejtőznek a Szent-Pál templom romjai.

## Települések
A sziget egy községet (járást) alkot, amelyhez 20 falu tartozik: Babine Kuće, Babino Polje (székhely), Blato, Goveđari, Korita, Kozarica, Maranovići, Njivice, Okuklje, Polače, Pomena, Pristanište, Prožura, Prožurska Luka, Ropa, Saplunara, Soline, Sobra, Tatinica és Velika Loza.
A község  összlakossága 1111 fő (2001). Népesség szerint Babino Polje a legnagyobb falu 336 fővel (2001).

## Képek

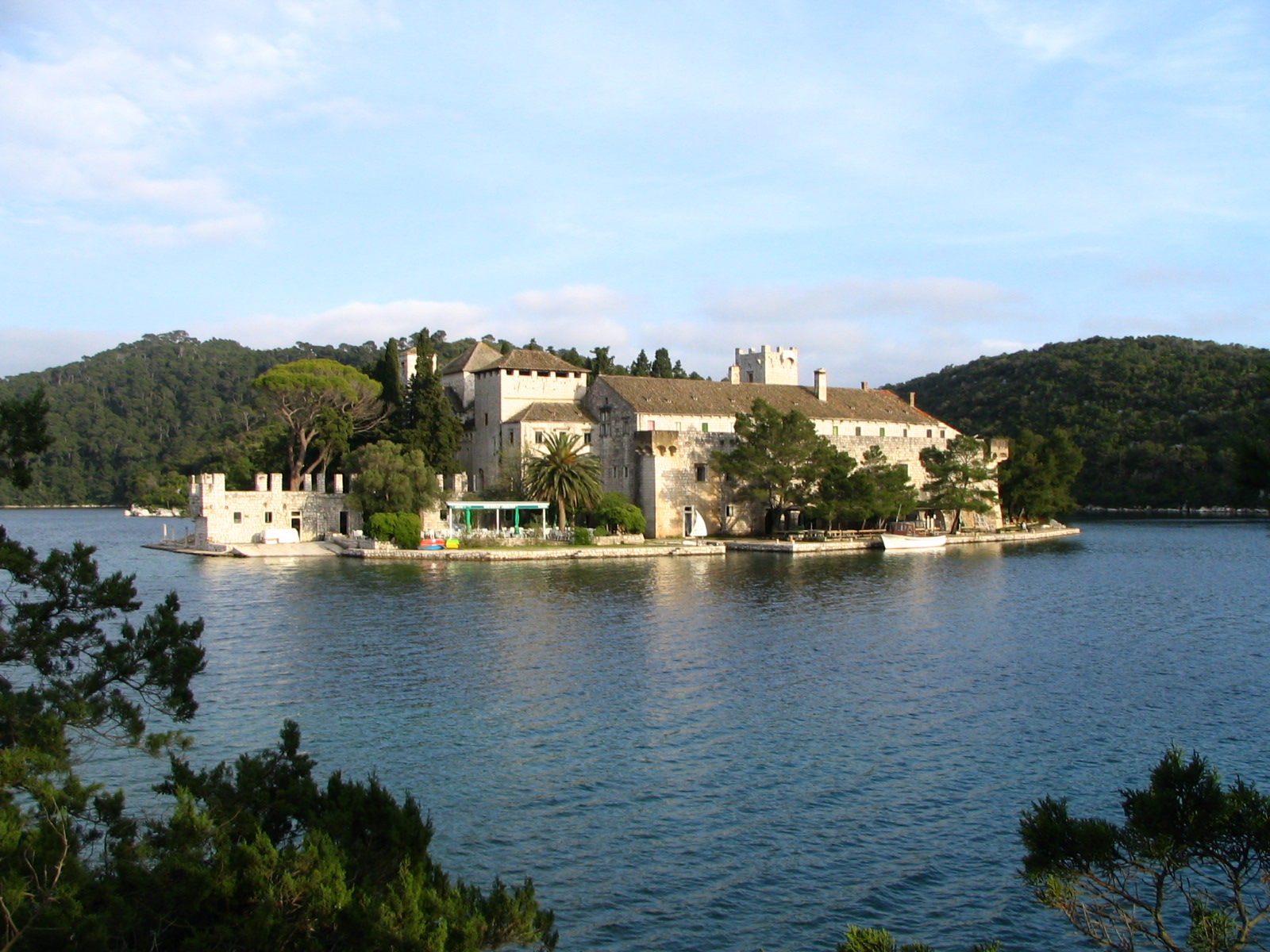
Szűz Mária kolostor Mljet szigetén
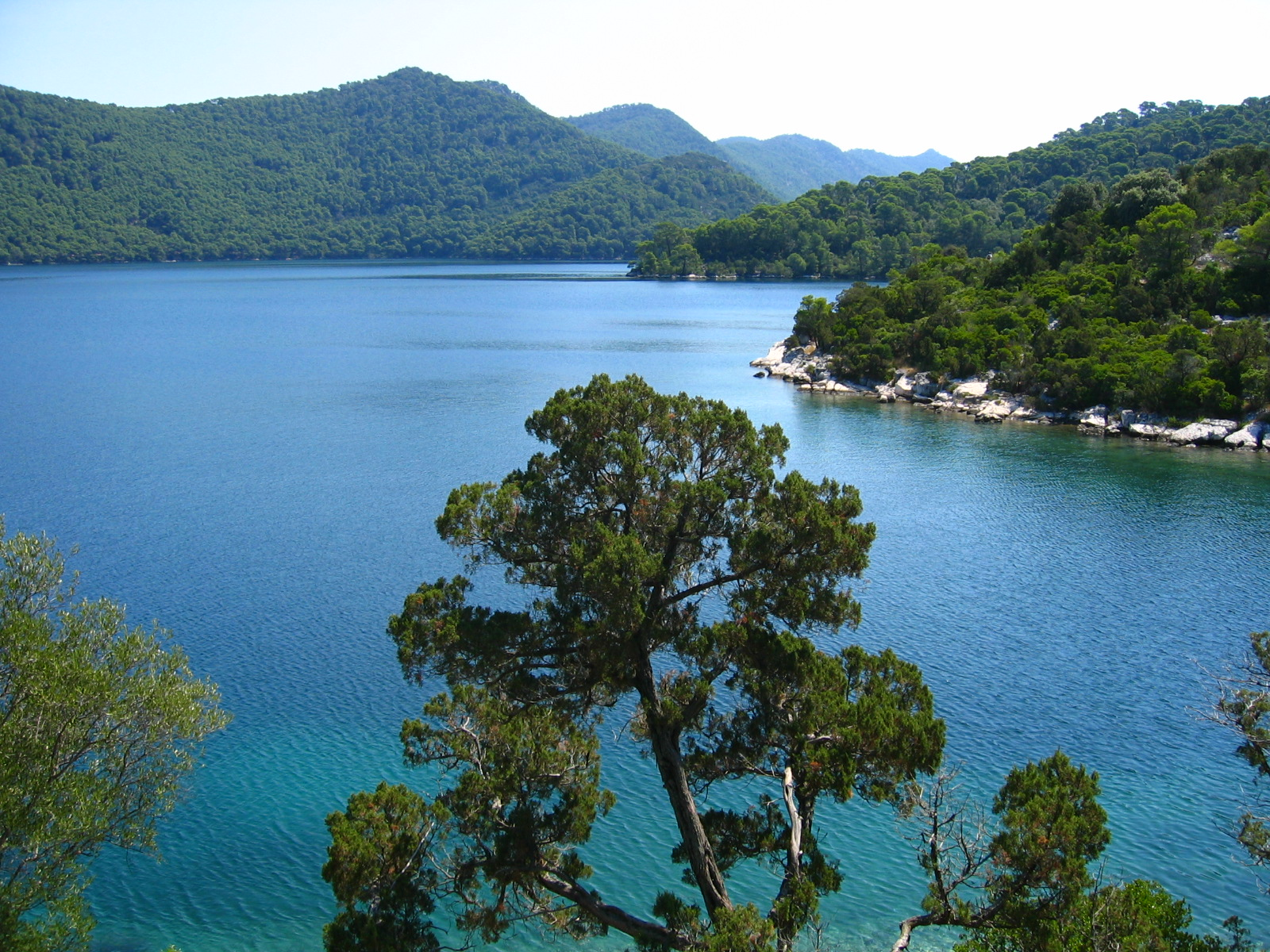
A Mljet sziget külső tava
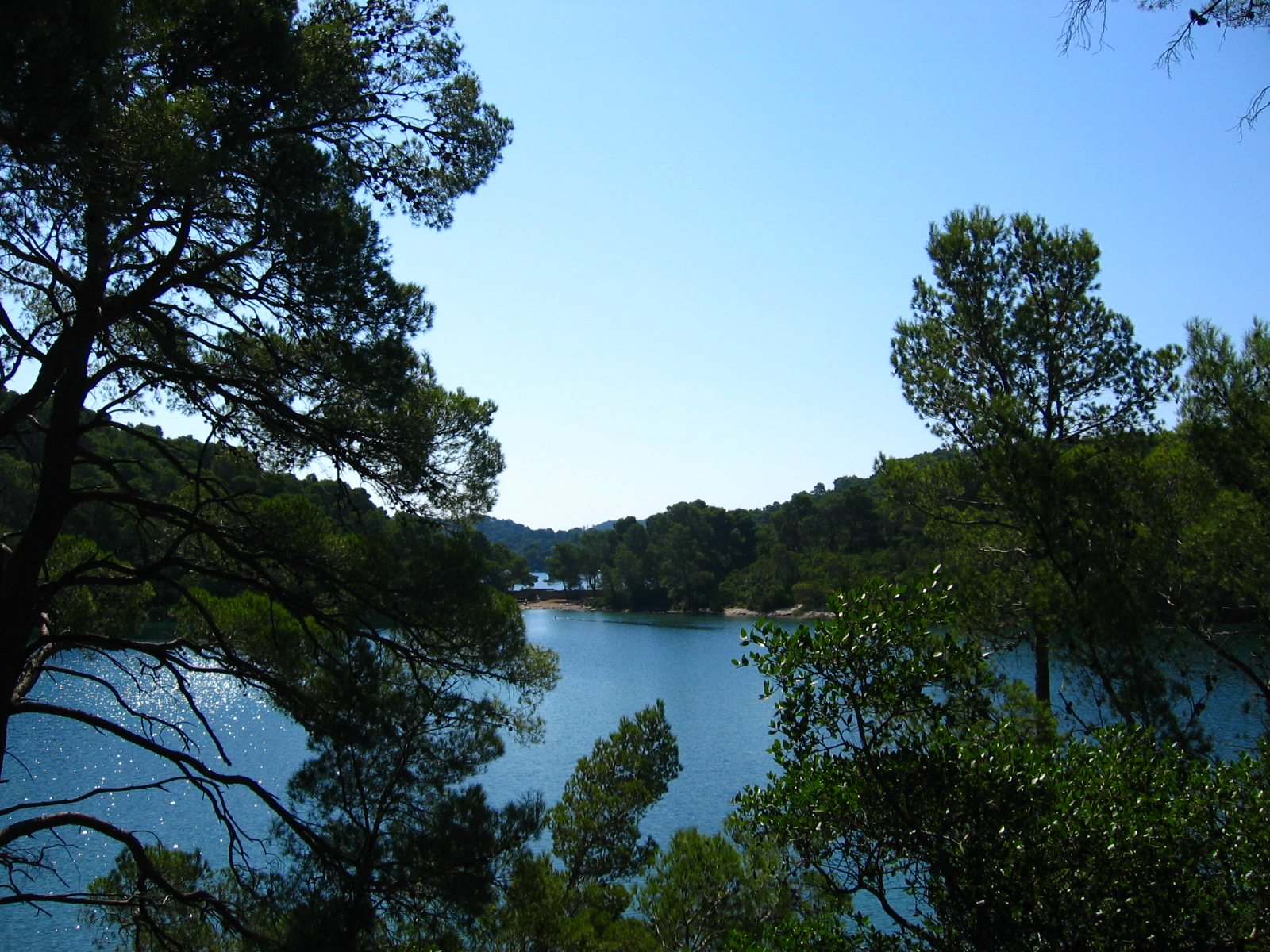
A belső, kisebb tó